# 다운로드 가능 콘텐츠
다운로드 가능 콘텐츠(Downloadable content, DLC)는 인터넷을 통해 비디오게임의 공식 콘텐츠를 배포하는 것을 의미한다. DLC는 게임 내의 의상추가에서 확장팩처럼 새로운 스토리의 확장에 이르기까지 여러 종류가 있다. 즉 DLC는 새로운 게임 모드, 사물, 레벨과 도전과제 등을 완성되고 이미 발매된 게임에 추가하는 것이라고 할 수 있다. 또는 게임 종류에 따라서 언락 확장 패치를 다운로드 받는 방식도 존재한다.
다운로드 가능 콘텐츠는 추가 비용 없이 추가할 수도 있고, 비디오 게임 수익화의 한 형태로 게시자가 타이틀을 구매한 후 소액 결제 시스템을 사용하여 추가 수익을 얻을 수도 있다.
DLC는 스킨과 같은 장식용 콘텐츠부터 캐릭터, 레벨, 모드와 같은 새로운 게임 내 콘텐츠와 기본 게임의 연속과 같은 콘텐츠가 혼합되어 포함될 수 있는 대규모 확장까지 다양하다. 일부 게임에서는 여러 DLC(아직 출시되지 않은 향후 DLC 포함)가 "시즌 패스"의 일부로 번들로 제공될 수 있다. 일반적으로 각 DLC를 개별적으로 구매하는 것에 비해 할인된다.
드림캐스트는 DLC를 지원하는 최초의 가정용 콘솔이었지만(하드웨어 및 인터넷 연결 제한으로 인해 제한된 형태였지만) 마이크로소프트의 엑스박스 콘솔과 엑스박스 라이브 플랫폼은 이 개념을 대중화하는 데 도움이 되었다. 7세대 비디오 게임 콘솔 이후 DLC는 인터넷 연결이 가능한 대부분의 주요 비디오 게임 플랫폼에서 널리 사용되는 기능이었다.
스팀과 같은 온라인 배포 플랫폼에서 소액 결제가 대중화된 이후 DLC라는 용어는 새로운 콘텐츠의 다운로드 여부에 관계없이 비디오 게임의 모든 유료 콘텐츠 형태와 동의어가 되었다. 더욱이 이로 인해 게임의 원본 파일에 포함되어 있지만 유료화 장벽 뒤에 잠겨 있는 콘텐츠에 대해 모순적인 용어인 "디스크 내 DLC"가 생성되었다.

## 다른 매체
비디오 게임이 다운로드 가능 콘텐츠의 근원이고, 영화, 책, 음악도 디지털 영역에서 인기를 끌면서 실험적인 DLC도 시도되었다. 예를 들어 아마존의 킨들 서비스를 사용하면 전자책을 업데이트할 수 있어 작성자가 작업을 업데이트하고 수정할 수 있을 뿐만 아니라 콘텐츠를 추가할 수도 있다.